# Bridget Bishop

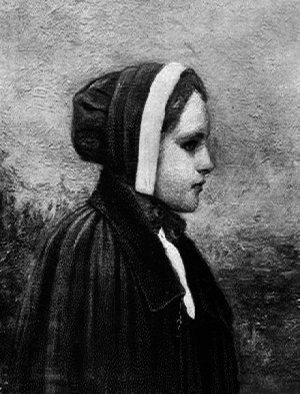
Bridget Bishop

 Bridget Bishop  (* 17. Jahrhundert in Norwich, Königreich England; † 10. Juni 1692 in Salem, Massachusetts, British America) war eine US-amerikanische Frau englischer Herkunft. Sie war die erste Person, die während der Hexenprozesse von Salem hingerichtet wurde. Sie gehörte zu den letzten unschuldigen Opfern, die durch ein 2001 in Massachusetts verabschiedetes Gesetz entlastet wurden.

## Leben und Werk

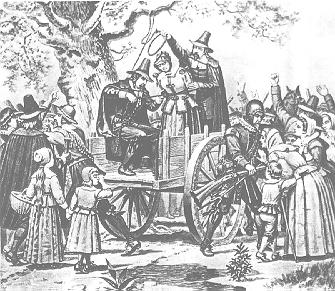
Hinrichtung von Bridget Bishop, 10. Juni 1692

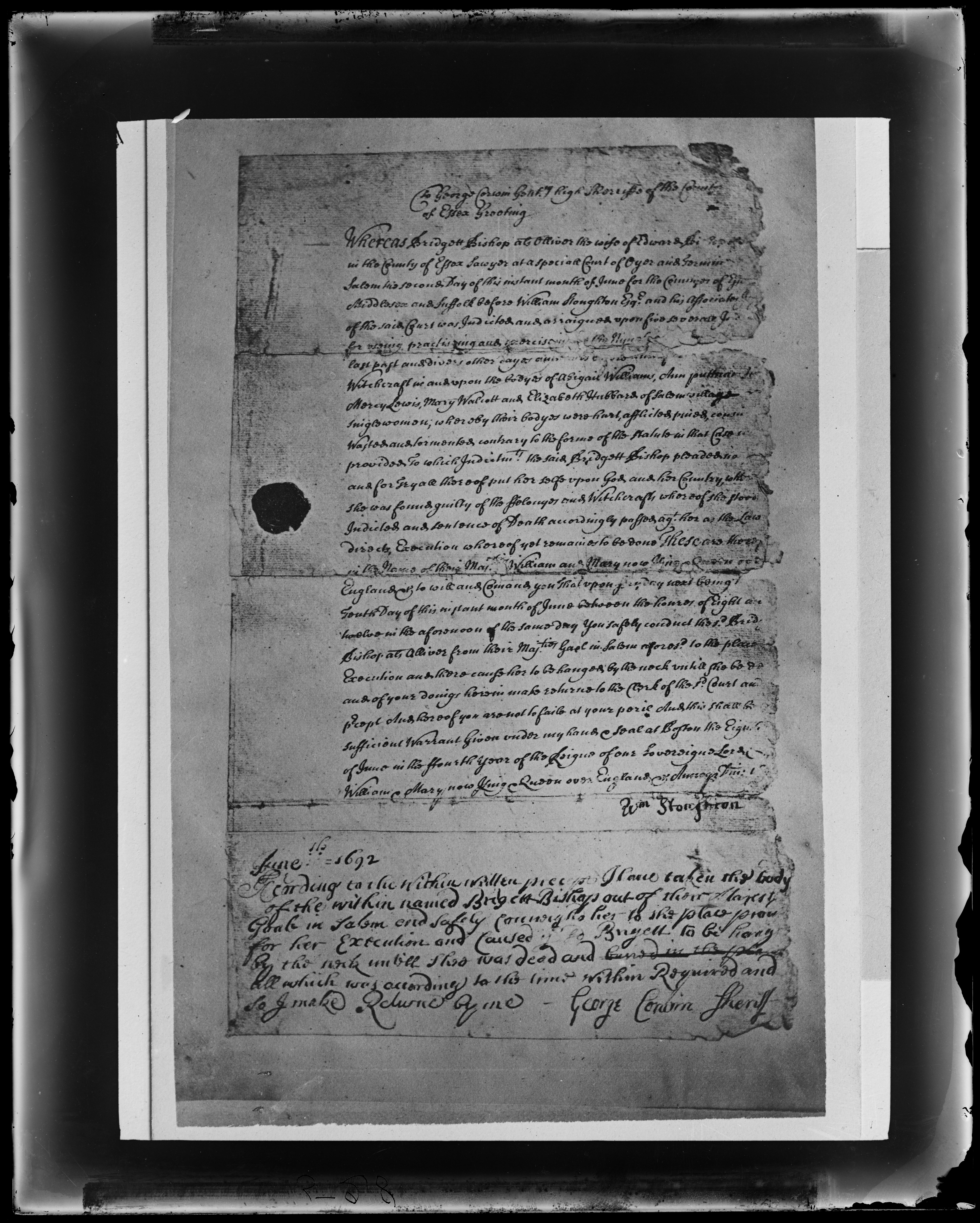
Todesurteil zur Hinrichtung von Bridget Bishop wegen Hexerei. Foto von Frank Cousins, ca. 1865–1914

Bishop wurde ursprünglich als Bridget Magnus geboren, aber ihre Familie nahm den Namen Playfer an. Sie heiratete dort 1660 ihren ersten Mann Samuel Wasselbe, mit dem sie zwei Kinder bekam. Das erste Kind starb in England und das zweite Kind starb im Säuglingsalter in Massachusetts, nachdem der Ehemann bereits verstorben war. Sie wanderte nach Neuengland aus, wo sie 1666 den Witwer Thomas Oliver heiratete, der ebenfalls aus Norwich stammte. Sie wohnte mit ihrem zweiten Ehemann in Salem und bekam mit ihm eine Tochter. Ihr Ehemann hatte drei erwachsene Kinder aus seiner früheren Ehe. Ihr zweiter Ehemann starb 1679 und um 1685 heiratete sie ihren dritten Ehemann Edward Bishop. Sie hatte lebenslange Rechte an dem Grundstück, das sie von ihrem zweiten Ehemann geerbt hatte. Zusammen mit ihrem dritten Ehemann lebte sie weiterhin auf diesem Grundstück in der Washington Street.

## Beschuldigung und Prozess
Die Hexen von Salem und ihre Anklägerinnen waren Teilnehmerinnen einer Hexenpanik, die 1692 Essex County in Massachusetts erfasste. Die Hexenhysterie begann im Dorf Salem, verbreitete sich aber rasch in der ganzen Region. Der Kern der Anklägerinnen bestand aus Mädchen und jungen Frauen des Dorfes Salem, die unter seltsamen Anfällen litten, die der örtliche Arzt als Symptome von Hexerei diagnostizierte. Bishop wurde aus verschiedenen Gründen der Hexerei beschuldigt. Es gab Gerüchte, sie sei für den Tod ihrer ersten beiden Ehemänner verantwortlich. Sie war bereits 1680 der Hexerei beschuldigt worden. Ihr zweiter Ehemann Thomas Oliver beschuldigte sie der Hexerei und behauptete, sie sei eine schlechte Ehefrau … der Teufel sei körperlich in sie gekommen … und sie habe die ganze Nacht mit dem Teufel gesessen. Diese frühere Anschuldigung der Hexerei aus dem Jahr 1680 blieb in Erinnerung und erklärt wahrscheinlich ihre Verhaftung und Verurteilung im Jahr 1692.
John Hathorne und Jonathan Corwin leiteten Bishops Vernehmung am 19. April 1692. Viele ihrer Anklägerinnen waren bei der Vernehmung anwesend, darunter Elizabeth Hubbart, Ann Putnam, Abigail Williams, Mercy Lewis und Mary Walcott. Bei einer eingehenden Untersuchung an ihrem Verhandlungstag am 2. Juni wurde angeblich ein Hexenmal an ihrem Körper gefunden.
Bishop wurde innerhalb kürzester Zeit wegen Hexerei verurteilt. Am 10. Juni wurde sie vor den versammelten Menschenmengen zum Gallows Hill gebracht und vom Sheriff George Corwin hingerichtet. Sie beteuerte bei ihrer Hinrichtung ihre Unschuld. Nach ihrer Hinrichtung wurden achtzehn weitere Menschen wegen Hexerei hingerichtet und ein Mann wurde zu Tode gequetscht. Mehrere andere starben im Gefängnis. Innerhalb weniger Monate nach Bishops Tod heiratete ihr dritter Ehemann erneut. Bishops Nachkommen leben noch heute in Neuengland und das Bishop House steht noch immer.

## Historische Aufarbeitung
Viele Historiker haben die Ereignisse von 1692 nacherzählt und Erklärungen dafür angeboten, die von zynischer Verschwörung und Manipulation bis hin zu kollektiver Lebensmittelvergiftung reichen. Das akademische und öffentliche Interesse an den Prozessen von Salem hat oft die Aufmerksamkeit von anderen Hexenverfolgungen in der Region abgelenkt. Die Hexenjagd von 1692 war in ihrem Ausmaß und ihrer Intensität außergewöhnlich, aber der Glaube an die Existenz von Hexen war Teil des Alltagslebens im frühen Neuengland. Es sind 61 Hexenprozesse bekannt, die dort im 17. Jahrhundert zusätzlich zu denen in Salem stattfanden.
Die Panik, die in Salem ausbrach, fand ihr modernes Gegenstück im Washington der frühen 50er Jahre, die Arthur Miller in seinem Theaterstück Hexenjagd (1953) dramatisierte. Miller, der selbst vor das Komitee für unamerikanische Umtriebe geladen wurde, ließ sich von Charles Wentworth Upham zweibändiger Studie über die Prozesse (1867) inspirieren. 1997 überarbeitete Miller das Stück für eine Verfilmung. 